# 대구 파계사 기영각
대구 파계사 기영각(大邱 把溪寺 祈永閣)은 대한민국 대구광역시 동구 중대동 파계사에 있는 조선시대의 건축물이다. 1984년 7월 25일 대구광역시의 문화재자료 제11호로 지정되었다.

## 개요
파계사는 통일신라 애장왕 5년(804)에 세운 절로 법당과 부속 건물 및 여러 암자를 갖추고 있는 절이다.
기영각은 조선 숙종 35년(1696)경 현응조사가 성전암과 함께 지었다고 전하며 1974년과 1983년 두 차례에 걸쳐 보수공사를 하였다.
앞면 3칸·옆면 2칸 규모로, 지붕은 옆면에서 볼 때 여덟 팔(八)자 모양인 팔작지붕이다. 지붕 처마를 받치기 위해 장식하여 만든 공포는 기둥 위에만 설치한 주심포 양식이다. 천장은 우물 정(井)자 모양으로 천장 속을 가리고 있는 우물천장으로 꾸몄다.
조선 후기의 공포 양식을 보여 주는 좋은 예라 할 수 있다.

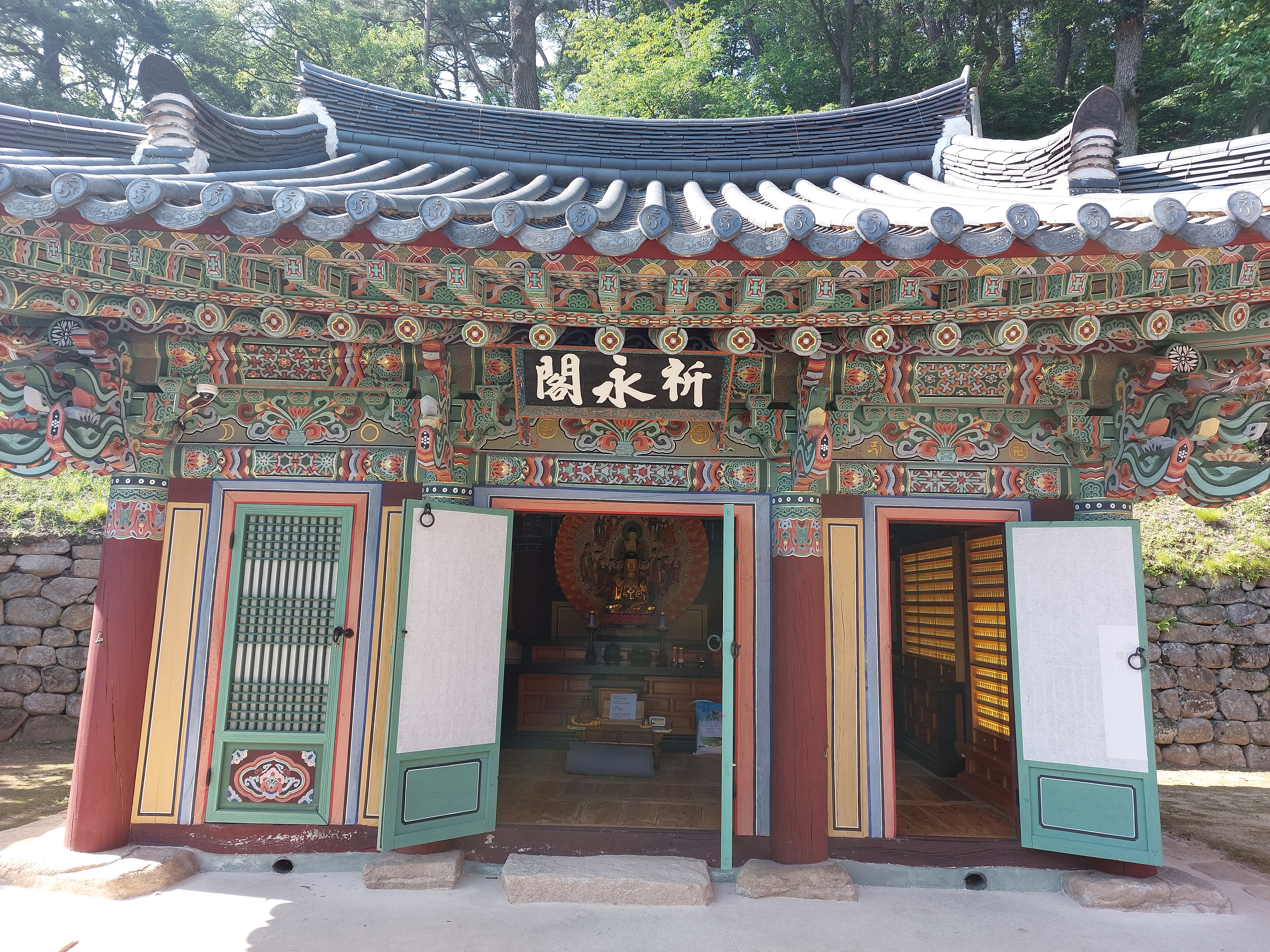
기영각 - 외부
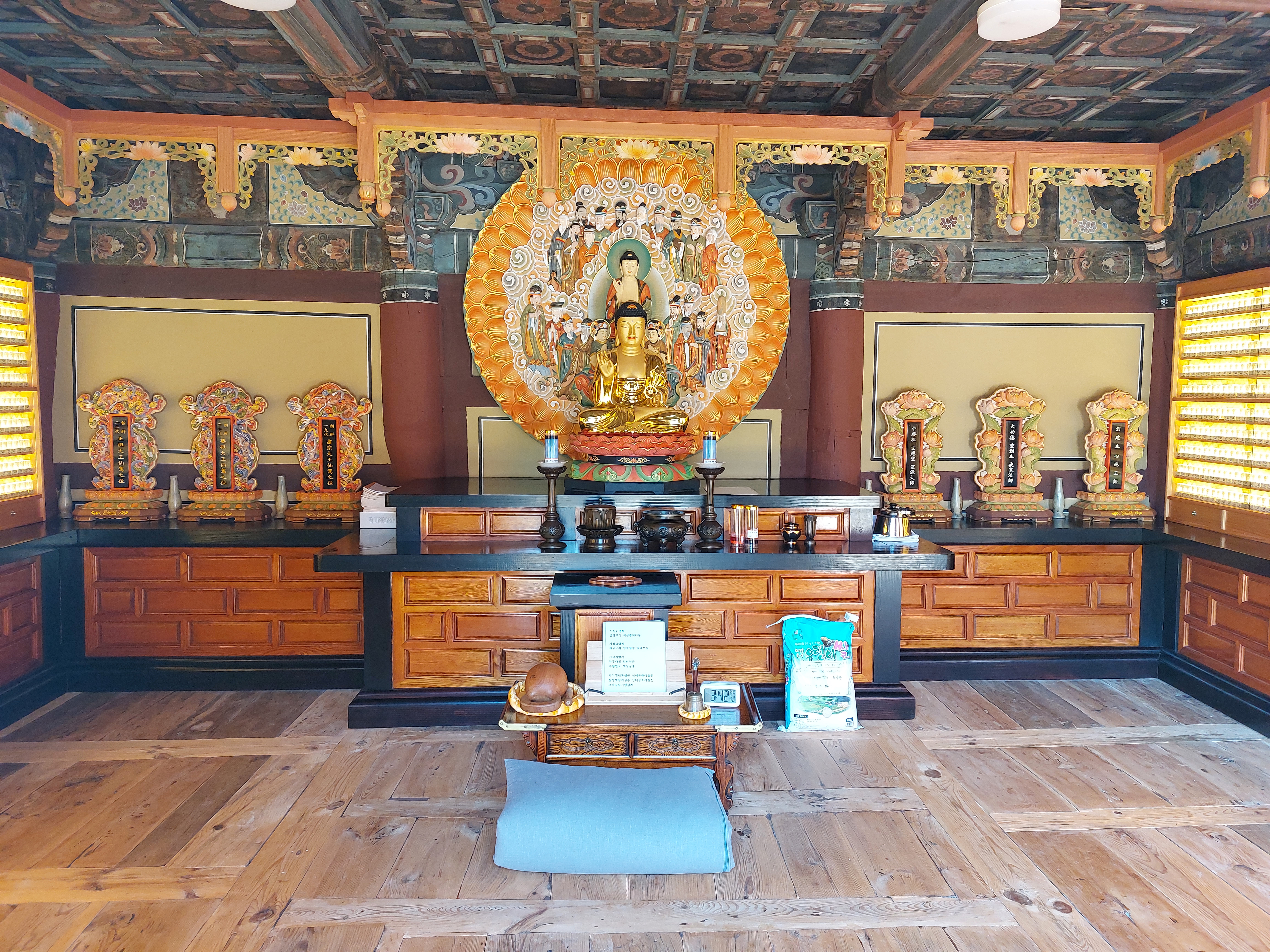
기영각 - 내부
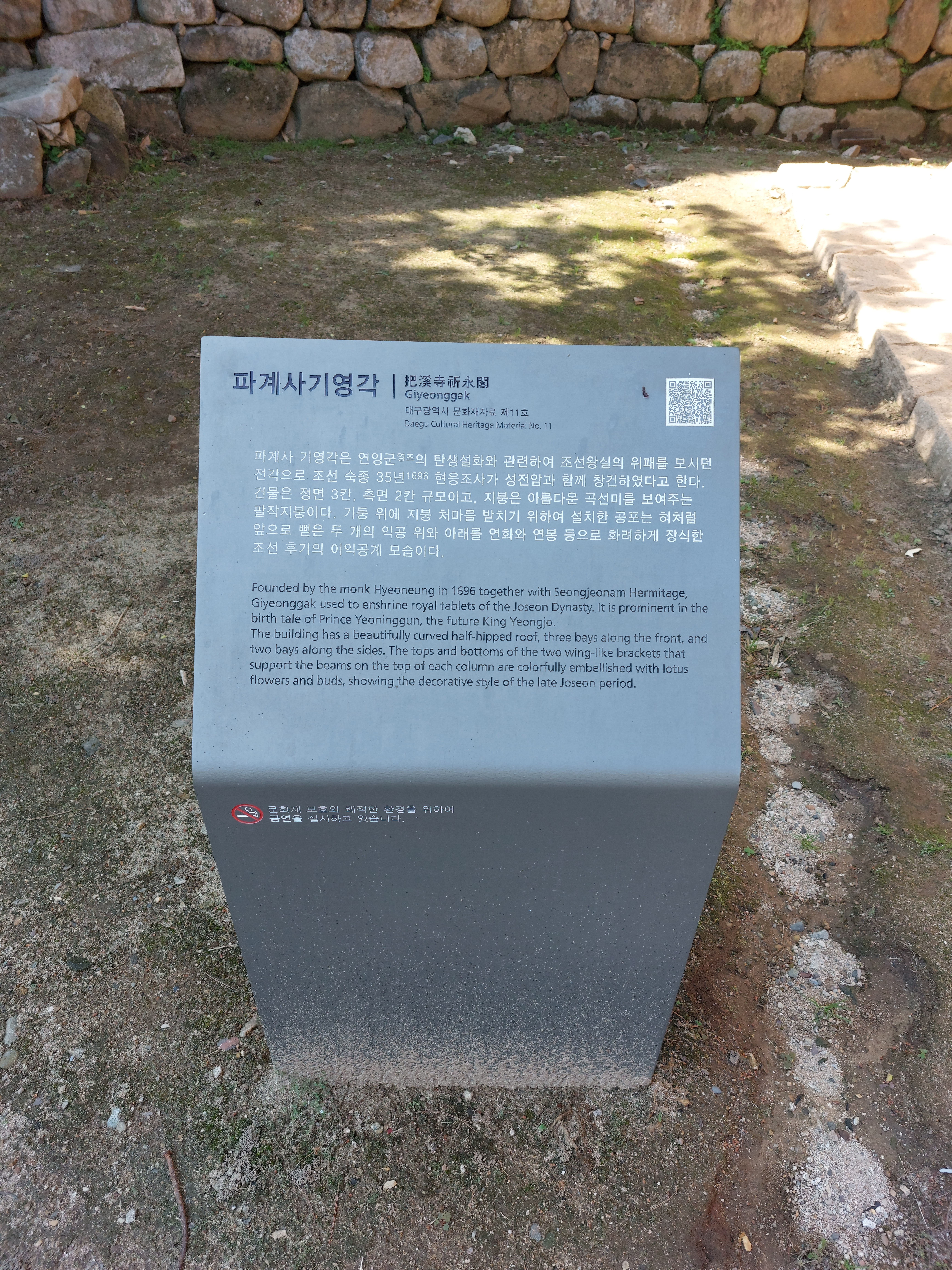
기영각 - 안내판
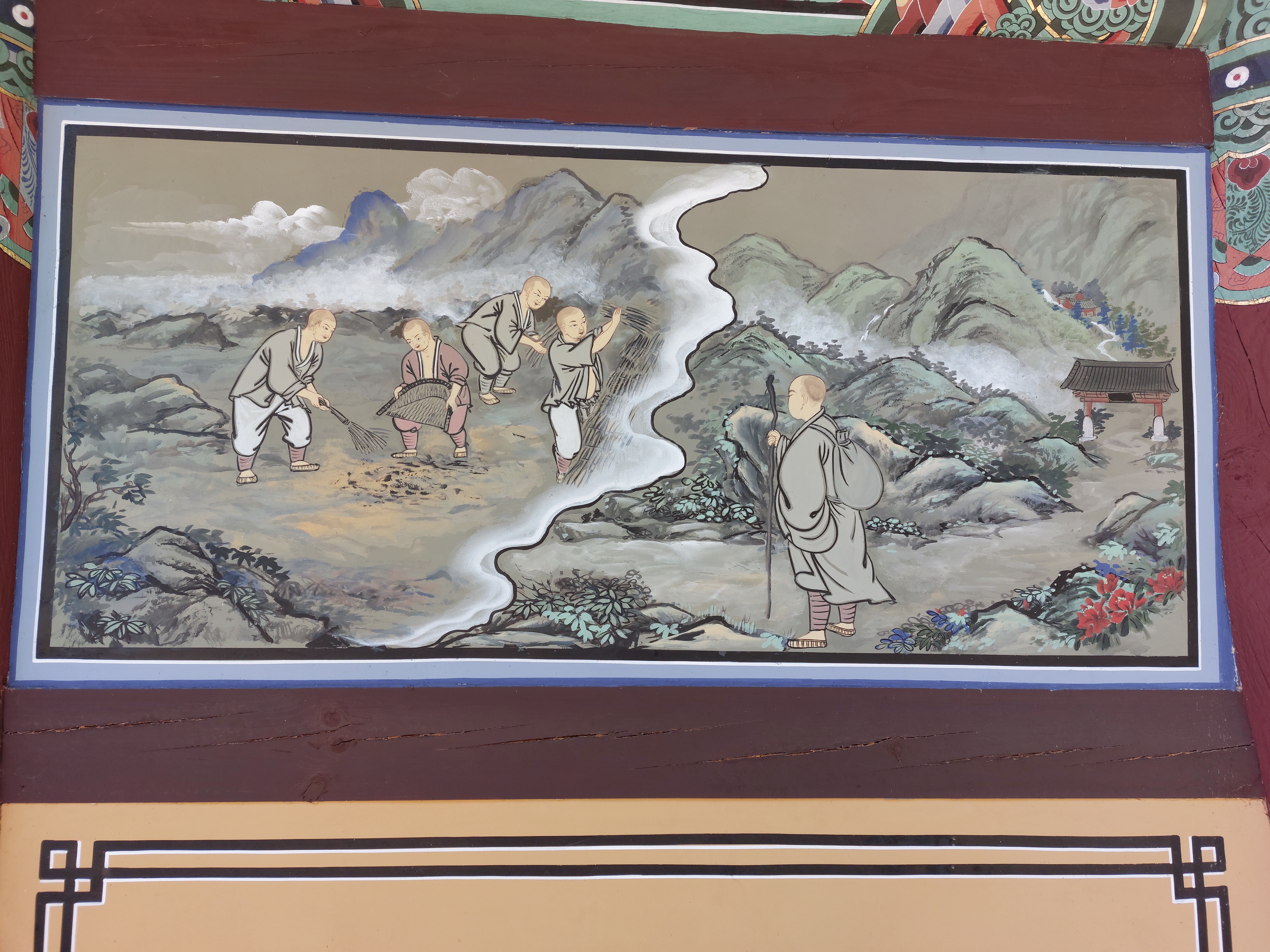
기영각 - 벽화 1
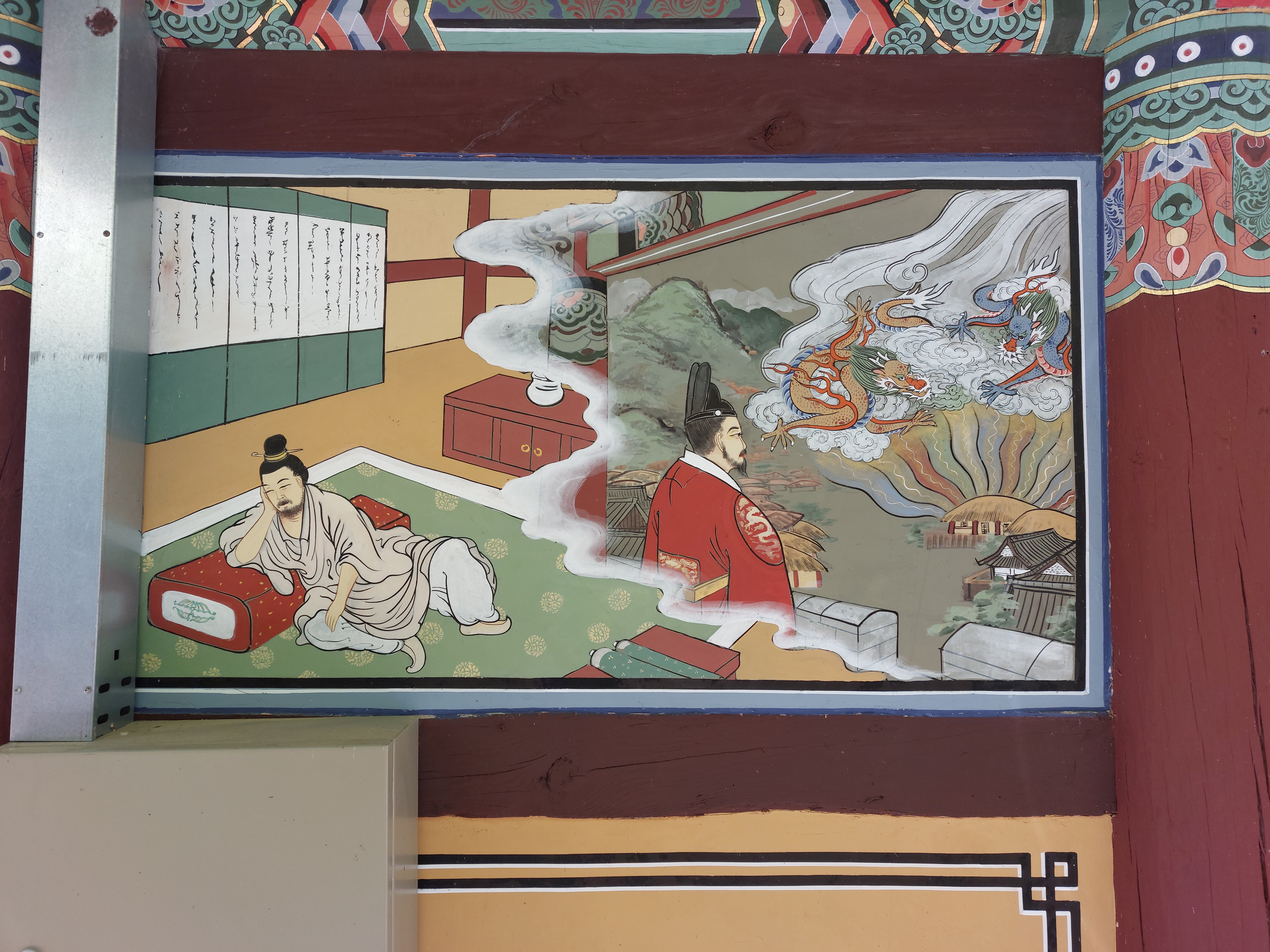
기영각 - 벽화 2
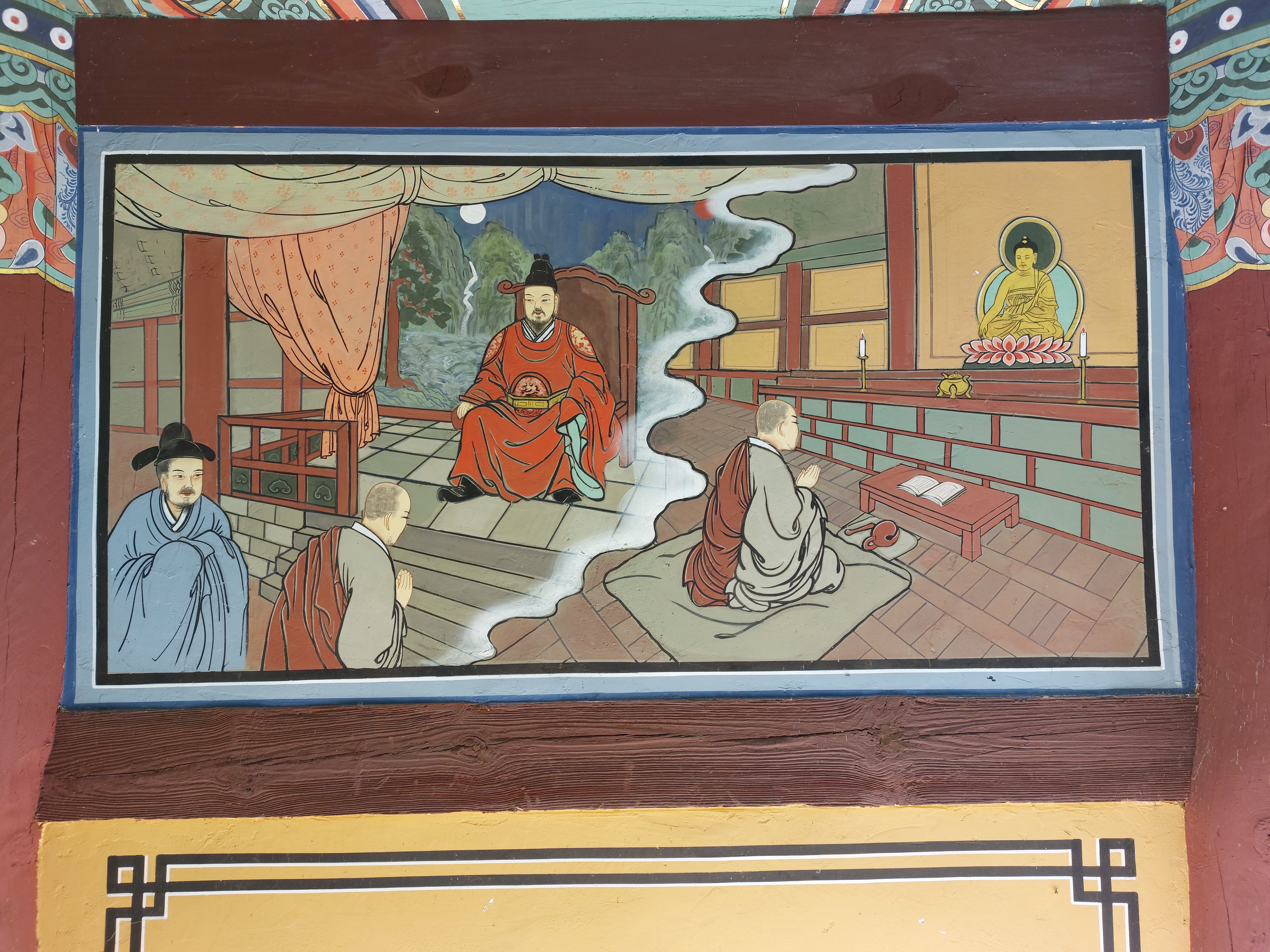
기영각 - 벽화 3
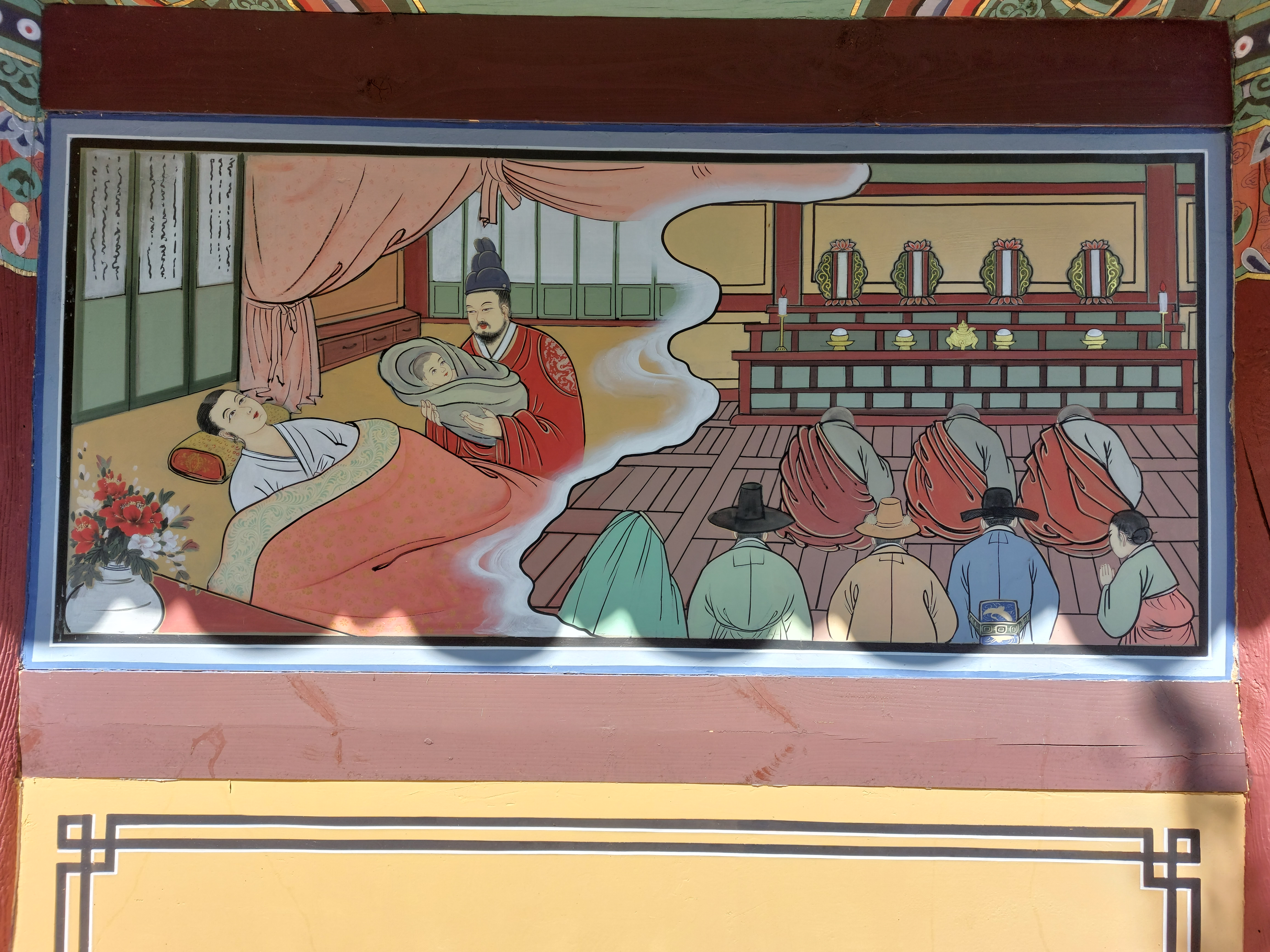
기영각 - 벽화 4

## 참고 문헌
- 파계사기영각 - 국가유산청 국가유산포털